# Гришина
Гри́шина (рос. Гришина) — присілок у складі Голишмановського міського округу Тюменської області, Росія.
Населення — 54 особи (2010, 90 у 2002).
Національний склад станом на 2002 рік:
- росіяни — 81 %